# Simona de Sucre Bravo
Simona de Sucre Bravo (Guayaquil, Provincia Libre de Guayaquil, 16 de abril de 1822 - ?) fue una religiosa católica ecuatoriana.

## Biografía
Simona fue bautizada en la Catedral de San Pedro por el padre Fray Alipio Laram el 20 de abril de 1822, contando con Juan Francisco Elizalde como su padrino. El documento del bautizo permanece en el archivo de la catedral de Guayaquil, libro 17, folio 7. Simona queda huérfana de madre en 1825 a la edad de 3 años, después de lo cual pasaría a ser acogida por el coronel Vicente Aguirre quien la trasladaría a vivir a Quito donde se cree que ingresó a un convento y comenzó su vida religiosa.
Fue hija de Tomasa Bravo y Antonio José de Sucre, fue su padre al saber de la muerte de Tomasa quien encargaría a la niña al coronel Vicente Aguirre por medio de una carta: "Abuso de la amistad de usted, para rogarle que me haga llevar esta niñita a Quito y la ponga en una casa en que la críen y la eduquen con mucha delicadeza y decencia, la enseñen cuanto se pueda a una niña y en fin, me la haga tratar tan bien como espero de usted” para que la cuiden y corra con todos los gastos de su educación.
Simona de Sucre Bravo tuvo una media hermana por parte de padre llamada Teresa de Sucre Carcelén. Su nombre proviene del femenino de Simón, en honor al mentor militar de su padre.